# Miltogramma tsajdamica
Miltogramma tsajdamica är en tvåvingeart som först beskrevs av Boris Borisovitsch Rohdendorf 1930.  Miltogramma tsajdamica ingår i släktet Miltogramma och familjen köttflugor. Inga underarter finns listade i Catalogue of Life.